# Pimpinella flabellifolia
Pimpinella flabellifolia är en växtart i släktet bockrötter och familjen flockblommiga växter.
Arten är perenn och är endemisk i Turkiet.